# Pichi Lucas
Argimiro Pérez García, más conocido como Pichi Lucas (Camponaraya, León, España;14 de marzo de 1959), es un exjugador y actualmente entrenador de la Selección Gallega amateur.

## Trayectoria

### Jugador
El equipo en que desarrolló fundamentalmente su carrera fue el Celta de Vigo durante toda la década de los 80. Jugó 288 partidos en partidos oficiales con el Celta y marcó durante esos años un total de 92 goles, casi todos ellos en Segunda División del Fútbol de España, dónde fue "pichichi" en la Temporada 81/82.
El Celta de Vigo compitió la temporada 1980/81 en Segunda División B, y el equipo ascendió a Segunda, donde Pichi Lucas ayudó al equipo a ascender a Primera en tres ocasiones. Por lo tanto, Pichi Lucas compitió en las 3 mejores categorías del fútbol español en el Celta de Vigo, además de participar en la Copa del Rey en 8 ediciones.
Tras dejar el Celta, jugó en el Ourense la temporada 1990-91 en Segunda División B.
Posteriormente, jugó 4 temporadas en el Compostela. Las 3 primeras temporadas en Segunda División, y tras lograr el ascenso a Primera, jugó en Primera División en la temporada 1994/95 con dicho club.

## Clubes como jugador
| Club                          | País                | Año                 | Partidos Totales | Goles Totales |
| ----------------------------- | ------------------- | ------------------- | ---------------- | ------------- |
| Celta de Vigo                 | España              | 1980-1990           | 288              | 92            |
| Club Deportivo Ourense        | España              | 1990-1991           | 31               | 17            |
| Sociedad Deportiva Compostela | España              | 1991-1995           | 109              | 30            |
| Total en su carrera           | Total en su carrera | Total en su carrera | 428              | 139           |

## Palmarés
- Máximo goleador de Segunda División española - 1981/1982 con 26 goles en 37 partidos.
- Campeón Liga de Segunda División B - 1980/1981.
- Campeón Liga de Segunda División - 1981/1982.

### Entrenador
Con la SD Ponferradina logró ascender a Segunda División en la temporada 2005/2006.
A mitad de la temporada 2009/2010, se hace cargo del Real Oviedo, realiza una buena segunda parte del campeonato y lo clasifica para el PlayOff de ascenso a 2ª. En la temporada 2010/2011 es destituido por los malos resultados. 
El 7 de febrero de 2012, es el nuevo entrenador del Real Club Celta de Vigo "B". En 2013, Pichi Lucas dejó de pertenecer al Celta, al que regresó en febrero de 2012 para dirigir al filial, que trataba de eludir el descenso a Tercera División. El objetivo deportivo no se consiguió. El club le prorrogó el contrato y, tras una brillante temporada, los canteranos célticos recuperaron de nuevo la categoría de bronce. El técnico leonés apenas pudo saborear la alegría de este ascenso a Segunda B, pues el club le comunicó días después de concluir el curso que no seguiría con el filial.
En 2016, se convierte en entrenador del FC Jumilla.
En octubre de 2017, la Federación Gallega de Fútbol anuncia que Pichi Lucas asume la dirección técnica de la Selección Gallega amateur, de cara a la preparación de la Copa de las Regiones UEFA.

## Clubes como entrenador
| Club                            | País   | Año         |
| ------------------------------- | ------ | ----------- |
| Sociedad Deportiva Compostela   | España | 1998-2000   |
| Sociedad Deportiva Compostela   | España | 2003-2004   |
| Sociedad Deportiva Ponferradina | España | 2005-2007   |
| Fútbol Club Cartagena           | España | 2007-2008   |
| Real Oviedo                     | España | 2009-2011   |
| Real Club Celta de Vigo B       | España | 2011 - 2013 |
| Fútbol Club Jumilla             | España | 2016 - 2017 |
| Selección Gallega Amateur       | España | 2017        |

## Palmarés
- Ascenso a Segunda División B 2012-2013. La temporada la terminó como subcampeón del grupo 1 de Tercera división.
- Ascenso a Segunda División 2006-2007.

## Padrino de Lucas (deAndy y Lucas)
Pichi Lucas es el padrino de Lucas, del dúo gaditano Andy y Lucas. Pichi Lucas era jugador juvenil en el Ribadavia en Orense y ahí lo descubrió Pedrito González, padre de Lucas, exjugador del RC Celta, y entrenador del Celta en ese momento y lo firmó para el RC Celta. Pedrito lo tuvo dos temporadas en el Gran Peña, filial del Celta y luego fue cedido al Córdoba y de ahí repescado para el equipo vigués donde triunfaría. Pedrito fue su padre deportivo y creció una gran amistad entre ambos y esto conllevó a que ‘Pichi’ Lucas fuera el padrino del hijo de Pedrito.